# Histoire écrite sur l’eau
Pour plus de détails, voir Fiche technique et Distribution.
Histoire écrite sur l'eau (水で書かれた物語, Mizu de kakareta monogatari) est un film japonais réalisé par Yoshishige Yoshida et sorti en 1965.

## Synopsis
Un jeune homme sur le point de se marier est tiraillé entre ses sentiments pour sa future femme et l'amour qu'il porte à sa mère.

## Fiche technique
- Titre original : 水で書かれた物語 (Mizu de kakareta monogatari?)
- Titre français : Histoire écrite sur l'eau
- Réalisation : Yoshishige Yoshida
- Scénario : Yoshishige Yoshida, Rumiko Kōra (ja) et Toshirō Ishidō (ja), d'après le roman de Yōjirō Ishizaka
- Musique : Toshi Ichiyanagi
- Direction artistique : Itsuro Hirata et Haruyasu Kurosawa
- Photographie : Tatsuo Suzuki
- Montage : Hiroshi Asai
- Production : Hirokichi Itō et Akio Komazaki
- Société de production : Gendai Eiga Sha
- Pays de production :  Japon
- Langue originale : japonais
- Format : noir et blanc - 2,35:1 - format 35 mm - son mono
- Genre : drame
- Durée : 120 minutes
- Dates de sortie :
  - Japon : 23 novembre 1965[1]

## Distribution
- Mariko Okada : Shizuka
- Yasunori Irikawa (ja) : Shizuo
- Ruriko Asaoka : Yumiko
- Isao Yamagata : Denzo
- Shin Kishida : Takao
- Masakazu Kuwayama (ja) : Yamazaki